# Madge Adam
Madge Gertrude Adam (Highbury, 6 de marzo de 1912–25 de agosto de 2001) fue una astrónoma británica y fue la primera estudiante de posgrado en física solar en el observatorio de la Universidad de Oxford.

## Educación
Nació la menor de tres hermanos, donde su padre era profesor en la escuela Drayton Park. Se enfermó a la edad de nueve años y pasó un año en el Hospital de Liverpool para tratar su tuberculosis ósea de un codo y raquitismo.
Cuando salió del hospital, ganó una beca para la Doncaster High School en South Yorkshire, donde adquirió una pasión de por vida por las ciencias y las matemáticas. En 1931, se matriculó en el St Hugh's College, Oxford con una beca en física, convirtiéndose en "la primera mujer en lograr una primicia en física en Oxford". Allí obtuvo una maestría seguida de un doctorado en Lady Margaret Hall en la Universidad de Oxford.

## Carrera profesional
Fue la primera estudiante de posgrado en física solar en el observatorio de la universidad de Oxford. Con los años, se convirtió en una figura clave allí durante el resto de su vida, y finalmente se convirtió en directora interina durante la Segunda Guerra Mundial después de que el director se fue a trabajar en la producción de aviones. Posteriormente se convirtió en subdirectora permanente y se hizo cargo de las cuentas financieras del observatorio.
Fue nombrada tutora asistente en St. Hugh's, y también impartió cursos de astronomía, con énfasis en astronavegación, a cadetes de la Royal Navy.
Era conocida internacionalmente por su trabajo sobre la naturaleza de las manchas solares y sus campos magnéticos. Fue profesora en el Departamento de Astrofísica de la Universidad de Oxford entre 1937 y 1979 y fue miembro de la Royal Astronomical Society.

## Publicaciones seleccionadas
- ADAM, Madge Gertrude. Mediciones interferométricas de longitudes de onda solares y una investigación del desplazamiento gravitacional de Einstein. (Reimpreso de Monthly Notices of the Astronomical Society. ) . Taylor y Francis, 1948.
- Adam, Madge Gertrude. "Una nueva determinación del cambio de centro a miembro en las longitudes de onda solares". Avisos mensuales de la Royal Astronomical Society 119.5 (1959): 460-474.
- Adam, Madge G. y H. Bondi. "Las pruebas de observación de la teoría de la gravitación". Actas de la Royal Society de Londres. Serie A. Ciencias matemáticas y físicas 270.1342 (1962): 297-305.
- Adam, Madge G. "Discusión de los resultados obtenidos por tres pruebas de la teoría de la relatividad de Einstein realizadas en cuerpos astronómicos desde 1918 hasta 1960". PROCEDIMIENTOS, SERIE A 270 (1962): 297-304.
- Adam, Madge Gertrude. "Contornos de líneas en regiones de manchas solares". Avisos mensuales de la Royal Astronomical Society 136.1 (1967): 71-90.